# Други српско-турски рат
Други српско-турски рат 1877—1878, је био рат Кнежевине Србије против Османлијске Турске у циљу ослобађања јужних крајева и осигурања пуне независности Србије. Рат је трајао од 13. децембра 1877. до 5. фебруара 1878. године.
Србија као савезник водила је успешан рат у коме је српска војска допрла за неколико недеља до Косова, Чукарка и Ћустендила. Србија је захваљујући тим војним успесима добила и давно очекивану независност, као и врањски, прокупачки, нишки и пиротски округ.

## Прилике у Србији уочи рата
После неуспеха у Првом српско-турском рату, у Србији је владало велико незадовољство због осиромашења становништва, а које је било појачано неродном годином, наметима ради покривања државних трошкова и гушењем политичких слобода. Ипак, са симпатијама је гледано на почетак руско-турског рата у пролеће 1877. године и опрезно је почело повезивање са Русијом која је саветовала уздржаност. Када су Руси код Плевне у Бугарској заустављени од Турака, Русија је тражила улазак Србије у рат, али је Србија била потпуно неспремна за то. Русија је пружила знатну финансијску помоћ Србији, па је ова крајем септембра на своје југоисточне границе истурила 25-30 хиљада војника, а војска је ојачана у наоружању и опреми.
Пуковник Сава Грујић, министар војске, извршио је реорганизацију српске војске тако што је формирано пет корпуса:
1. Шумадијски, са 15.500 бораца и 146 официра;
2. Моравски, са 18.450 бораца и 118 официра;
3. Тимочки, са 22.150 војника и 124 официра;
4. Јаворски са 13.100 војника и 66 официра, и
5. Дрински са 12.350 бораца и 54 официра.

Почетком рата образована је и посебна Тимочко-зајечарска војска са 8.800 бораца. Србија је у рат са Турском ушла са 89.000 војника и 232 топа, а Турска са 85.000 редовних војника и неколико хиљада башибозука и Арнаута.
Председник владе у периоду 1876—1878. године био је Стевча Михаиловић, а министар спољних послова Јован Ристић.

## Тополска буна
Један батаљон Крагујевачке бригаде Друге шумадијске дивизије побунио се 7. децембра 1877. године и одбио да иде на фронт, па су војници из Крагујевца отишли у Тополу, у нади да ће им се придружити и други батаљони, да ће им се на чело ставити Петар I Карађорђевић који би свргао кнеза Милана и затим одустао од рата. Ово је био покушај карађорђеваца да изврше преврат у Србији. Буна је угушена без крви 11. децембра, побуњеници су похватани и сурово кажњени. Неки од организатора буне кажњени су и стрељани у Аранђеловцу тек 31. маја 1878. године.

## Циљеви рата, планови и припреме
Циљ овог рата био је исти као и Првог српско-турског рата: ослобођење српског народа испод турске власти и територијално проширење према Југу. Ратни план српске војске заснивао се на чињеници да Србија, на захтев великих сила, не може имати претензије према Босни, као и захтеву Русије да се помогне њиховој војсци у надирању ка југу Бугарске. На бази ових чињеница, ратни план је предвиђао да три од пет српских корпуса (Шумадијски под командом генерала Белимарковића, Моравски под командом пуковника Лешјанина и Тимочки под командом пуковника Хорватовића) са укупно око 46.000 људи и 128 топова развију напад према југу и југоистоку, опколе Ниш, заузму Бабину главу, Белу Паланку и Пирот, те наставе наступање према Софији ради садејства руској Дунавској армији. Дрински корпус под командом генерала Алимпића да буде у одбрани према Босни, а Јаворски корпус под командом пуковника Николића да у повољном тренутку пређе из одбране у напад према Новом Пазару и Сјеници. Тимочко-зајечарска војска под командом пуковника Здравковића да нападне и освоји Кулу и Видин.
Турски ратни план предвиђао је упорну одбрану на свим правцима, ради чега су многе тачке у долини река Нишаве, Јужне Мораве, Рашке и Ибра биле добро утврђене, а најснажнија утврђења били су Ниш, Нови Пазар и Пирот.

## Ток рата
Рат Турској објављен је 13. децембра, а операције српске војске отпочеле су 15. децембра наступањем трију српских дивизија (Ибарске, Моравске и Дунавске) према југу ради опкољавања Ниша. Ова операција је изведена успешно и тачно па је Ниш био потпуно опкољен за свега пет дана ратних дејстава. Да би онемогућио долазак помоћи са Косова опседнутима у Нишу, пуковник Лешјанин је наредио Ибарској дивизији да заузме Куршумлију и стратешке тачке Самоково и Преполац које пресецају пут Приштина-Прокупље-Ниш. Извршавајући ову наредбу, јединице пуковника Биничког су после дводневних борби 25. децембра освојиле Куршумлију, али су Самокову и Преполцу успеле само да се приближе и ту су остале. Под дејством српских претходница и под притиском устаника, чији се број повећао на 6.000 људи, Турци су у то време напустили Лесковац и повукли се на југ, затварајући Грделичку клисуру. Врховна команда српске војске, на челу са кнезом Миланом, од 18. децембра налазила се у Алексинцу.
Док су трајале ове операције око Ниша, Тимочки и Шумадијски корпус су, под општом командом генерала Белимарковића, дејствовали према југоистоку, полазећи с Пандирала. Књажевачка војска, под командом потпуковника Јеврема Марковића, 17. децембра заузела је стратешки положај Бабина глава, а два дана касније и превој Свети Никола. После једне оштре борбе, 24. децембра ослобођена је Бела Паланка. Тиме је један од главних стратешких циљева српске команде био постигнут: Турци више нису могли да шаљу никакву помоћ из Босне, Албаније и са Косова према Софији. Тада је успостављена веза српске и руске војске код Ћипровца. Руска врховна команда тражила је наставак српског напада ка истоку.
Генерал Белимарковић наредио је да се нападне Пирот са три колоне. Крваве борбе вођене су 25. децембра на утврђеним положајима Нишор, што није дало резултате, па су наредних дана турски положају заокружени са неколико страна, а Турци, који су у Пироту имали јаке снаге (12 батаљона), 28. децембра у зору напустиле су град да не би биле потпуно блокиране. После ослобођења Пирота, јединице српске војске ослободиле су још и Кулу, Брезник, Трн и Радомир и биле заустављене код Сливнице 5. јануара 1878. године на вест да су Руси заузели Софију.

## Ослобођење Ниша
Првих дана јануара после ослобођења Пирота, српска Врховна команда је одлучила да се са што већим снагама нападне Ниш и да се уништи његова одбрана коју је сачињавало 5.000 војника са 267 топова, размештених на више добро утврђених положаја, нарочито око брда Виник северно и Горице јужно од Ниша. На одлуку је утицала и вест да се из Приштине са 10-12 хиљада војника креће Хафиз-паша у помоћ опседнутом Нишу. Он је заиста успео да потисне српске снаге са Самокова и да им преотме Куршумлију, али даље није могао отићи.
За напад на Ниш, српска Врховна команда је прикупила четири дивизије шумадијске и моравске војске са 15.000 војника и 100 топова. Општи напад је почео 7. јануара, са главним ударом из југоисточног правца. Генерал Јован Белимарковић, са командног места у селу Бербатову, непосредно је руководио овим борбама. После тродневних жестоких борби, када су освојена утврђења на Горици и на те положаје доведена српска артиљерија која је непосредно угрозила нишку тврђаву, Турци су пристали на преговоре о предаји. Командант Ниша Халил Зија-паша и мутесариф (управник града) Рашид-паша предали су град 10. јануара. Њихови војници напустили су град без наоружања и отпремљени су у правцу Софије и делом ка Врању. Трупе Шумадијског корпуса свечано су ушле у Ниш 12. јануара, а раздрагано становништво их је одушевљено дочекало. У Нишу је заплењено 267 топова, 13.000 пушака, 7,800.000 пушчаних метака, 20.000 топовских граната и друго. Два дана касније, у Ниш је стигла и српска Врховна команда на челу са кнезом Миланом.

## Ослобођење југа Србије и Врања. Крај рата
После заузећа Софије, Руси више нису тражили српску помоћ и сарадњу, па је српска Врховна команда одлучила да напад усмери према Косову. Одлучено је да се Моравски и Тимочки корпус, под командом пуковника Лешјанина, упуте преко Куршумлије, Самокова и Преполца, односно долином Пусте реке и преко Гољака на Приштину, а да Шумадијски корпус, под командом генерала Белимарковића, долином Јужне Мораве и Грделичком клисуром избије у рејон Врања, па по његовом ослобађању такође удари на запад према Приштини.
Остваривање плана почело је 19. јануара, када је Моравски корпус поново заузео Куршумлију, али је у борбама за Самоков од 23. јануара до 3. фебруара заустављен и претрпео тешке губитке. Тимочки корпус заузео је Бојник и Лебане, кренуо ка Приштини и у помоћ Моравском корпусу на Самокову, када их је 5. фебруара сустигла вест о примирју које су Руси закључили са Турском 31. јануара у Једрену.
Шумадијски корпус је од 20. до 24. јануара ослободио целу Грделичку клисуру и стигао на домак Врања. За одбрану Врања Турци су прикупили око 7.000 бораца редовне војске и око 3.000 башибозука, 8 топова и два ескадрона коњице. Жестоке борбе за Врање вођене су 30. јануара, па су Турци под јаким притиском српске војске Врање напустили ноћу 30/31. јануара. Корпус је затим окренуо према Приштини, у Гњилане је ушао 4. фебруара, а једно његово извиђачко одељење 5. фебруара у Грачаницу, када је и до њих стигла вест о примирју из Једрена.
Тиме је после шест недеља сталних борби у веома тешким зимским условима и по непроходном планинском терену, Други српско-турски рат био завршен. У њему се српска војска показала у много бољем светлу него у Првом рату. Искуснија, упорнија, истрајнија, боље вођена, она је постигла низ запажених ратних успеха. Србија је у овом рату ипак имала значајне губитке: 2.400 мртвих и 3.000 рањених.

## Дипломатска борба
На седници српске владе одржаној 15. јануара 1878. године, закључено је да се при закључењу мира, од Турске затражи признавање српске независности и територија Старе Србије (косовски вилајет, нишки, призренски, скопски и новопазарски санџак) са додатком Видин, као и дела софијског и ћустендилског санџака који је ослободила (Радомир (град), Брезник, Сливницу, Ћустендил и други). Од аспирација према Босни и Херцеговини се одустало због енергичног противљења Аустроугарске. Територијални захтеви Србије су били одбијени како од Турске, тако и од савезничке Русије, која је Бугарској обећала Ниш, Пирот, Лесковац и Врање. Изузетним залагањем кнеза Милана, министра Ристића и пуковника Лешјанина, успело се да Србији по Сан-Стефанском споразуму (3. марта 1878) припадну Ниш и Лесковац, али не и остали ослобођени крајеви. Даљим напорима српске дипломатије обезбеђено је да се на Берлинском конгресу (12. јуна 1878) Србији доделе пиротски и врањски округ, као и Мали Зворник. Србија је коначно постала независна држава.